# Pilea pichisana
Pilea pichisana är en nässelväxtart som beskrevs av Ellsworth Paine Killip. Pilea pichisana ingår i släktet pileor, och familjen nässelväxter. Inga underarter finns listade i Catalogue of Life.